# CSI: Nueva York
CSI: Nueva York (CSI: NY/Crime Scene Investigation en inglés) es una serie de televisión policíaca estadounidense, serie derivada de CSI: Crime Scene Investigation, esta vez ambientada en la ciudad de Nueva York. Comenzó a emitirse en Estados Unidos el 22 de septiembre de 2004, aunque el episodio que le diera origen fue el vigésimo tercer episodio de la segunda temporada de CSI: Miami titulado «Miami NY sin escala», donde el teniente Horatio Caine persigue hasta Nueva York al presunto asesino de un matrimonio en Miami. De carácter más oscuro y sangriento que sus predecesores, la primera temporada se filmó con una luz azul oscura que se desechó en temporadas posteriores para que no resultase tan fría, esto mejoró la definición del programa siendo más atractiva para sus fanáticos.
El episodio número 100 de la serie se emitió el 19 de noviembre de 2008 en los Estados Unidos.
La serie fue renovada para una séptima temporada; El 19 de mayo de 2010. Se estrenó el viernes 24 de septiembre de 2010 a las 9:00 p. m. ET. El 12 de julio de 2010 se confirmó que Melina Kanakaredes no regresaría para la séptima temporada y, al día siguiente, se confirmó que Sela Ward se uniría al elenco del programa. Ward hizo su primera aparición en el estreno de la séptima temporada.
El 13 de mayo de 2012, la CBS comunicó la renovación de la serie para una novena temporada. La novena temporada finalizó el 22 de febrero de 2013. CBS canceló la serie el 10 de mayo de 2013.

## Argumento
CSI: NY es la tercera franquicia de la serie creada por Anthony E. Zuiker y producida por Jerry Bruckheimer. Quizás era la más esperada por el atractivo de la ciudad. Casi 19 millones de personas vieron el episodio en Estados Unidos. La presencia de Gary Sinise, como personaje principal, siempre aseguró parte del éxito de la versión neoyorquina de CSI, ganador de premios Emmy y  Golden Globe, nominado al Oscar por su desempeño en la célebre Forrest Gump y a quien también hemos visto en Truman y Apolo 13. CSI: NY sigue a un grupo de investigadores que trabajan para el laboratorio criminalístico de la ciudad de Nueva York. La serie mezcla temas ásperos y deducción de la misma manera que sus predecesores, pero también pone mucho énfasis en la elaboración de perfiles criminales. El equipo está dirigido por el detective Mac Taylor, un ex marine de Chicago. Mac es un veterano de la policía de Nueva York que perdió a su esposa el 11 de septiembre y, como tal, debe trabajar para reconstruir su vida personal mientras supervisa a su equipo. Es organizado, eficiente, dedicado y muy correcto en su estilo de gestión. La compañera de Mac es originalmente Stella Bonasera. Stella es mitad griega, mitad italiana y completamente de la ciudad de Nueva York. Ayudó a Mac a superar el impacto de la muerte de su esposa y ha estado a su lado desde entonces. Es una investigadora inteligente, pero a menudo habla antes de pensar. Juntos, Mac y Stella, encabezan en un inicio un equipo de élite de detectives que incluye a Danny Messer y Aiden Burn, el CSI Sheldon Hawkes y el detective Don Flack. Stella deja Nueva York para dirigir un laboratorio criminalístico en Nueva Orleans y es reemplazada por la detective Jo Danville. Jo es una ex criminalista del FBI y una perfiladora psicológica experimentada. Ella y Mac forman rápidamente una fuerte amistad y una relación de trabajo aún más sólida. Jo todavía está atormentada por su expulsión del FBI después de denunciar un procedimiento de laboratorio inadecuado, por lo que trabaja para recuperar su reputación profesional. Al equipo luego se unen el médico forense Sid Hammerback, la detective Lindsay Monroe y el aprendiz de CSI Adam Ross.

## Personajes
| Personaje                  | Interpretado por   | Rol                                                           | Temporada | Temporada  | Temporada  | Temporada | Temporada  | Temporada  | Temporada | Temporada | Temporada |
| Personaje                  | Interpretado por   | Rol                                                           | 1         | 2          | 3          | 4         | 5          | 6          | 7         | 8         | 9         |
| -------------------------- | ------------------ | ------------------------------------------------------------- | --------- | ---------- | ---------- | --------- | ---------- | ---------- | --------- | --------- | --------- |
| Det. Mac Taylor            | Gary Sinise        | CSI nivel 3, supervisor y jefe del Laboratorio Criminal de NY | Principal | Principal  | Principal  | Principal | Principal  | Principal  | Principal | Principal | Principal |
| Det. Stella Bonasera       | Melina Kanakaredes | Asistente Mac Taylor CSI e informadora                        | Principal | Principal  | Principal  | Principal | Principal  | Principal  |           |           |           |
| Det. Danny Messer          | Carmine Giovinazzo | CSI nivel 3                                                   | Principal | Principal  | Principal  | Principal | Principal  | Principal  | Principal | Principal | Principal |
| Det. Aiden Burn            | Vanessa Ferlito    | CSI nivel 2                                                   | Principal | Principal  |            |           |            |            |           |           |           |
| Dr. Sheldon Hawkes         | Hill Harper        | CSI nivel 2                                                   | Principal | Principal  | Principal  | Principal | Principal  | Principal  | Principal | Principal | Principal |
| Det. Don Flack, Jr.        | Eddie Cahill       | Detective NYPD                                                | Principal | Principal  | Principal  | Principal | Principal  | Principal  | Principal | Principal | Principal |
| Det. Jessica Angel         | Emanuelle Vaugier  | Detective NYPD                                                |           |            |            |           | Recurrente | Recurrente |           |           |           |
| Det. Lindsay Monroe-Messer | Anna Belknap       | CSI nivel 3                                                   |           | Principal  | Principal  | Principal | Principal  | Principal  | Principal | Principal | Principal |
| Dr. Sid Hammerback         | Robert Joy         | Médico forense                                                |           | Recurrente | Recurrente | Principal | Principal  | Principal  | Principal | Principal | Principal |
| Adam Ross                  | A.J. Buckley       | Técnico de laboratorio                                        |           | Recurrente | Recurrente | Principal | Principal  | Principal  | Principal | Principal | Principal |
| Det. Jo Danville           | Sela Ward          | CSI nivel 3, asistente de supervisor del laboratorio          |           |            |            |           |            |            | Principal | Principal | Principal |

- Detective Mac Taylor (Gary Sinise): Es el jefe de la unidad, antiguo oficial de los Marines, herido en acción cuando se encontraba en Beirut en el año 1983. Conserva de esa época de su vida una cicatriz cerca del corazón. Su pasado militar es muy determinante, dice de sí mismo: «Protejo tres cosas: el honor de mi país, el bien de la ciudad y la integridad del laboratorio». Eso llevó a despedir a su subordinada Aiden Burn por un intento no consumado de alterar pruebas en una investigación de violación que ella llevaba. Es un buen amigo de su compañera Stella Bonasera y en su tiempo libre toca el bajo en clubs. Es viudo, su mujer Claire murió durante los atentados del 11 de septiembre de 2001 y desde esa fecha arrastra un insomnio crónico. El primer nombre que se propuso para este personaje fue el de Rick Calucci. En la tercera temporada empezó a rehacer su vida al iniciar una relación con la forense Peyton Driscoll (Claire Forlaine) que lleva más de un año, llegando a viajar con ella a Inglaterra, al final de la 7.a temporada toma un descanso del laboratorio para trabajar en laboratorio Genético para identificar las víctimas del 11-S pero regresa al Laboratorio en la octava temporada. Más adelante, su relación con Peyton termina. Después, Mac es disparado mientras acudía a la investigación de un robo y asesinato de un cajero en una tienda, y estaba al borde de la muerte en el hospital.Christine, la hermana de un viejo amigo de Mac que murió hace unos años, lo visitó, Mac se recupera milagrosamente e inicia una relación con ella. En el último episodio de la serie, Taylor se arrodilla ante Christine y le pide matrimonio.

- Detective Stella Bonasera (Melina Kanakaredes): Es hija mayor de una familia italogreconorteamericana: su familia la abandonó muy joven y ha pasado por varias familias de acogida, aunque aun así pudo ejercer de madre con sus hermanas menores. Esa responsabilidad la llevó a la Policía de Nueva York y tras una brillante carrera en narcóticos llegó al laboratorio CSI donde está ahora. Es una mujer independiente, que no rehúye la confrontación, inteligente y tenaz, por lo que sus compañeros masculinos le pusieron el nombre de «La estatua de la libertad». Es la mejor amiga de Mac Taylor y uno de los puntales para sujetar su frágil cordura. En los últimos episodios tuvo una relación con el escultor Frankie Mala, pero terminaron cuando Stella descubrió que él colgó en internet videos íntimos de su relación. En el episodio 21 Frankie exige explicaciones por la ruptura y la mantiene prisionera en su propia casa, golpeándola además; finalmente Stella se ve obligada a matarlo en defensa propia. Por su cercanía a Mac es confundida con Claire, la esposa muerta de Mac, por Reed Garret, un niño que Claire dio en adopción antes de conocer a Mac. En la sexta temporada, Stella acepta unirse al FBI.

- Detective Danny Messer (Carmine Giovinazzo): Es un chico de barrio. Nació y se crio en el Bronx. Junto a su hermano mayor Loui, se relacionaron con una pandilla local conocida como Tanglewood, llegando a verse involucrado en un asesinato de hace 15 años. De su época pandillera le queda la actitud de saltarse las normas establecidas. Es impulsivo e irónico además de ser algo desconfiado. Fue pitcher en su época de instituto y aun le gusta el béisbol. Escogido por Mac Taylor para el laboratorio, siempre procura seguir sus pasos y no decepcionarle. No solo eso, si no que siempre que puede le da la razón e intenta mirarlo todo desde la perspectiva que él lo ve. Danny tiene su propia ética, un híbrido que mezcla el mundo de los trasgresores de la ley con el de los que hacen la ley. Por méritos propios, sus jefes tienen en muy alta estima a este criminalista del CSI del condado de Nueva York. Mac seleccionó personalmente a Danny para que se uniera a su equipo, una responsabilidad para los que el agente intenta estar a la altura todos los días. Al final de la 3.a temporada resulta herido en una escena del crimen que había sido tomada por delincuentes. Se casó con la CSI Lindsay Monroe en la quinta temporada, con ella tiene una hija, Lucy Messer. En el final de la 7.a temporada es promovido al rango de Sargento, pero en el 4º episodio de la 8ª temporada voluntariamente deja su promoción y regresa al laboratorio.

- Aiden Burn (Vanessa Ferlito): Aiden era nativa de Brooklyn, tenía la capacidad de adaptarse a nuevas situaciones rápidamente. Fue despedida en la segunda temporada, 2.o episodio («Asesinato En Grand Central Station») después de obsesionarse con un caso de violación relativo a su amiga Regina Bowen. El sospechoso era D. J. Pratt, pero no presentó cargos a pesar de la evidencia forense que lo relacionaba con el crimen. Regina fue violada por Pratt una segunda vez, por lo que buscó la ayuda de Aiden. Desafortunadamente, Pratt no dejó ninguna evidencia. Aiden sacó la evidencia obtenida de la primera violación y contempló plantarla en el supuesto lugar. Aunque en realidad no plantó el pelo, el hecho de que ella había roto el sello en el paquete de evidencia le valió una severa reprimenda de Mac. La intención de preservar la integridad del laboratorio de la delincuencia, Mac sentía que no tenía otra opción que despedir a Aiden. Después, trabajó para conseguir su licencia de investigadora privada, mientras continuaba la búsqueda de evidencia concluyente de que se vincularía con el caso de Pratt. En el penúltimo episodio de la 2.ª temporada, «Héroes», Aiden, después de seguir a Pratt durante meses, fue atraída, emboscada y brutalmente asesinada por él, su cuerpo se encontró incinerado dentro de un coche robado. Sin embargo, sabiendo que su tiempo fue la elaboración definitiva, dejó evidencia crítica (una mordida), ya que ella sabía que iba a ayudar a sus excolegas a acercarse a Pratt y finalmente detenerlo. El asesinato de Aiden devasta a Mac y al resto del equipo, en particular, al detective Danny Messer. A pesar de que en un momento bromeó diciendo que estaba fuera de su liga, Aiden y Danny compartieron una relación muy estrecha.

- Detective Don Flack (Eddie Cahill): Es un duro detective de homicidios con poca paciencia con los sospechosos pero sagaz y perspicaz con rápida inteligencia e increíbles habilidades forenses. Honesto, tuvo que arrestar a su mentor en el cuerpo y no le tembló el pulso. Conoce la ciudad como la palma de su mano. Amigo de Danny Messer, siempre está allí cuando lo necesita. Recientemente resultó herido por la explosión de una bomba mientras investigaba el caso de un «Unabomber». En la tercera temporada tuvo problema con Mac al tener que entregar datos sobre un policía corrupto, lo que produjo que algunos delincuentes fueran liberados a pesar de que no había corrupción en esos casos. En la quinta temporada se descubrió su noviazgo con su brillante compañera Jessica Angell quien murió en el último capítulo. En el segundo capítulo de la novena temporada llega una nueva detective Jamie Lovato y al parecer comienza a mostrar un interés hacia ella por su forma de relacionarse en cada episodio de la serie.

- Detective Lindsay «Montana» Monroe-Messer (Anna Belknap): Nacida en Montana, trabajó los tres años anteriores en la ciudad de Bozeman como criminalista hasta que decidió que quería ver horizontes. Envió currículums y cuando Mac Taylor le llamó después del «Asunto Burn» voló a la Gran Manzana sin dudar. Está llena de voluntad, no se arruga con los trabajo de novata que le caen, tiene afán de superación, se afana en hacer su trabajo de la mejor forma posible y su visión de chica de campo añade un punto de vista nuevo al grupo. Hay indicios de un pasado con experiencias fuertes (cuando en episodio 2-07 «Cacería en Manhattan» Mac le dice que se quede en el laboratorio después de la sonada llegada de Henry Darius a NY, a lo que ella responde que había visto cosas peores). Es buena amiga de Stella, que ejerce de maestra en las complejidades de la gran ciudad, está casada con el CSI Danny Messer en la quinta temporada y tuvieron una hija, Lucy Messer. En el estreno de la 7.a temporada ella es galardonada con la Cruz de Combate de la policía de Nueva York por matar al fugitivo Shane Casey cuando amenazaba a Danny y Lucy. En la novena temporada se sabe que está embarazada.

- Doctor Sheldon Hawkes (Hill Harper): Es un genio de la medicina. A los 24 años ya era un reconocido cirujano; pasó varios años como cirujano en urgencias, pero la muerte de un par de pacientes en su quirófano le hundió. Entonces decidió cambiar de aires y durante un tiempo fue forense de la ciudad de Nueva York, donde conoció a Mac Taylor y se hicieron amigos. Así, cuando éste le reclamó para su unidad no lo pensó dos veces. Se implica mucho en su trabajo, quizás para encontrar un sentido a su vida.

- Adam Ross (A.J. Buckley): Es técnico de laboratorio proveniente de Phoenix, Arizona. Su padre era un abusador, por lo que era maltratado en su infancia. Sus supervisores le causan nervios, a pesar de su gran preparación para el cargo que desempeña. Es sensible e intuitivo. También presenta un poco de inmadurez, ya que en algunos episodios se le muestra jugando con objetos del laboratorio. En el primer episodio de la séptima temporada, «The 34th Floor», cuando conoce a Jo Denville, ella le hace revelar -en broma- a Adam que ha accedido a páginas web prohibidas y que en el FBI tienen un gran expediente sobre él; Adam queda muy asustado y desconfiado de Jo, siente una gran amistad hacia Lindsay ya que ella lo ayuda y lo entiende.

- Jo Danville (Sela Ward): Viniendo de Virginia, como trabajadora del FBI, se une al equipo de CSI: NY como Asistente del Supervisor en el primer episodio de la séptima temporada, The 34th Floor. Específicamente su campo de trabajo trata de las pruebas de ADN, y su punto de vista filosófico es que todas las personas son inocentes hasta que la ciencia demuestre lo contrario. También tiene una formación previa en psicología criminal, la cual le ayuda a ser una persona eficaz.

- Jessica Angell (Emmanuelle Vaugier): Detective del NYPD. Siente una fuerte atracción por Don Flack, con quien comienza una relación en la quinta temporada (Rush of Judgement). Muere en el último capítulo de la quinta temporada (Pay Up), mientras llevaba a un convicto a su juicio. Mientras esperaba, Jessica se encontraba hablando con Flack, cuando de la nada, un camión choca contra el restaurante. Luego de esto empieza un tiroteo donde resulta herida con dos disparos. Es llevada por Flack al hospital, pero fallece en el quirófano.

### Estrellas invitadas
CSI: NY ha invitado a numerosas celebridades, los cuales incluyen:
| - Claire Forlani - Natalie Martinez - Emmanuelle Vaugier - Brian Hallisay - Matt Barr - Michaela McManus - Kid Rock - Nelly Furtado - Joey Lawrence - Jake Abel - Seamus Dever - Shantel Vansanten - Michael Clarke Duncan - Marlee Matlin - Sasha Cohen - Maroon 5 - Julia Ormond - Dianna Agron - Criss Angel - Suicide Girls - Chris Daughtry - Rumer Willis - Danica Patrick - Nelly - kyle gallner - Ashlee Simpson - Pete Wentz | - John McEnroe - Katharine McPhee - Craig T. Nelson - Shailene Woodley - Rachelle Lefevre - Mia Kirshner - Mykelti Williamson - Kellan Lutz - Edward Furlong - Deanna Russo - Paul Wesley - Pat Monahan and Train - Kim Kardashian - Vanessa Minnillo - Ryan Bittle - La La Vásquez - Jackson Davis - Andrew Lawrence - Carlo Rota - Austin Butler - James Badge Dale - Robert Joy - Shantel Vansanten - Megan Dodds - Elle Fanning - David DeLuise - Ne-Yo |

En el 2009, el actor Ed Asner obtuvo una nominación a los Emmy por su interpretación en la quinta temporada, en el episodio «Yahrzeit».

## Episodios
| Temporada | Temporada | Episodios | Episodios | Emisión original         | Emisión original      |
| Temporada | Temporada | Episodios | Episodios | Primera emisión          | Última emisión        |
| --------- | --------- | --------- | --------- | ------------------------ | --------------------- |
|           | Piloto    | Piloto    | Piloto    | 17 de mayo de 2004       | 17 de mayo de 2004    |
|           | 1         | 23        | 23        | 22 de septiembre de 2004 | 18 de mayo de 2005    |
|           | 2         | 24        | 24        | 28 de septiembre de 2005 | 17 de mayo de 2006    |
|           | 3         | 24        | 24        | 20 de septiembre de 2006 | 16 de mayo de 2007    |
|           | 4         | 21        | 21        | 26 de septiembre de 2007 | 21 de mayo de 2008    |
|           | 5         | 25        | 25        | 24 de septiembre de 2008 | 14 de mayo de 2009    |
|           | 6         | 23        | 23        | 23 de septiembre de 2009 | 26 de mayo de 2010    |
|           | 7         | 22        | 22        | 24 de septiembre de 2010 | 13 de mayo de 2011    |
|           | 8         | 18        | 18        | 23 de septiembre de 2011 | 11 de mayo de 2012    |
|           | 9         | 17        | 17        | 21 de septiembre de 2012 | 22 de febrero de 2013 |

### Crossover
Los personajes de CSI: NY fueron introducidos en la segunda temporada de CSI: Miami, en el episodio, «MIA / NYC NonStop». Se vuelve a cruzar por segunda vez con CSI: Miami, en la cuarta temporada, en el episodio «Delito de vuelo», en el que Mac viaja a Miami para asistir al Teniente Horatio Caine, en la búsqueda de un enemigo común. La historia continúa en la segunda temporada CSI: NY, en el episodio «Manhattan Manhunt», cuando el asesino huye a Nueva York y Mac regresa a Nueva York con Caine para continuar la investigación.
NY se cruza con CSI (por primera vez) y CSI: Miami (por tercera vez), creando una historia de tres partes. El Dr. Ray Langston de CSI comienza en Miami, viaja a Nueva York y, finalmente, viaja de vuelta a casa a Las Vegas. Se cruza con CSI nuevamente, en un caso que comienza en Las Vegas y culmina en NY, en donde se cuenta con la participación de D.B. Russell (Ted Danson).

## Primera temporada
La nueva saga de «CSI» acompaña a un grupo de investigadores forenses que usa las más recientes tecnologías en la solución de los crímenes de Nueva York. Ellos son Gary Sinise (Detective McKenna «Mac» Taylor), Melina Kanakaredes (Detective Stella Bonasera), Eddie Cahill (Detective Don Flack), Vanessa Ferlito (Aiden Burn), Carmine Giovinazzo (Danny Messer) y Hill Harper (Dr. Sheldon Hawkes). El detective Taylor (Gary Sinise, «Forrest Gump») es un dedicado investigador que cree que todo tiene una conexión y todos tienen una historia. Él y su compañera, la detective Stella Bonasera (Melina Kanakaredes, «Providence»), una mujer que sabe de todo, comparten su pasión por el trabajo. El equipo incluye a Danny Messer (Carmine Giovinazzo, «Shasta»), un investigador cuya familia tiene un largo pasado como miembros de la policía; el Dr. Sheldon Hawkes (Hill Harper), un solitario que abandonó una prometedora carrera como cirujano después de la muerte de dos pacientes; Don Flack (Eddie Cahill, «Friends»), un detective con una inteligencia rápida e impresionantes habilidades forenses; y Aiden Burn (Vanessa Ferlito, «24 Horas») una bella y sexy investigadora capaz de adaptarse a cualquier situación.

## Segunda temporada
El despido de Aiden Burn por involucrarse a nivel personal en un caso asociado a un violador en serie y la incorporación de la C.S.I. de Montana Lindsay Monroe (Anna Belknap); una nueva oficina en el piso 35 de un rascacielos del centro de Manhattan con un laboratorio equipado con la tecnología más avanzada; y un mayor protagonismo de la Gran Manzana, constituyen las principales novedades de la segunda temporada de C.S.I. Nueva York. Algunos de los iconos más representativos de la ciudad se convertirán en escenario de los crímenes más truculentos: un hombre será devorado por un tigre en el parque zoológico; una persona será rociada con ácido en la Estación Grand Central; y el Empire State Building será testigo de la misteriosa y brutal caída de un experimentado escalador. La energía de la colosal ciudad será palpable desde el primer fotograma y la acción, el misterio y los efectos visuales estarán presentes en cada uno de los capítulos. La actriz Anna Belknap interpreta a Lindsay Monroe, una agente que trabajó tres años como C.S.I. en el estado de Montana y finalmente cumplió su sueño de trasladarse a vivir a una gran ciudad como Nueva York. Su formación en una localidad pequeña facilita que la especialista no tenga ningún problema para afrontar cualquier tipo de trabajo con arrojo y buena voluntad, lo que aprovechará Mac Taylor (Gary Sinise) desde el primer caso que le asigna. Se trata de un personaje que aportará frescura al laboratorio, aunque el motivo que la impulsó a dedicar su vida a este trabajo constituye un secreto oscuro y devastador. La media de audiencia semanal que la 2.ª temporada de C.S.I Nueva York ha obtenido en la cadena CBS ha sido de 14,17 millones de espectadores, superando los datos de la veterana Ley y Orden, emitida por la NBC. Tanto CSI Las Vegas como CSI Miami se encuentran entre los cinco programas más vistos de Estados Unidos.

## Tercera temporada
En la tercera temporada el espectador podrá descubrir aspectos de la vida personal de los miembros de C.S.I. El comienzo de la serie arranca con el romance de Mac con la nueva médica forense: la Dra. Peyton Driscoll (Claire Forlani). La bella, mordaz y recién incorporada médica forense, nacida en Londres, se marchó a Norteamérica a terminar sus estudios. Comenzó trabajando en el laboratorio forense como ayudante del Dr. Sheldon Hawkes durante dos años. Durante este tiempo pudo colaborar con Mac Taylor, y entre ambos ya surgió algo especial. Peyton abandonó temporalmente el laboratorio para irse al sector privado y dar clases de anatomía en la Universidad de Columbia pero este trabajo, demasiado «seguro», le hizo volver al laboratorio poco antes de empezar esta temporada. Por otro lado existe una fuerte química entre Lindsay Monroe y Danny Messer, pero debido a un terrible suceso en el que Lindsay estuvo involucrada, en relación con un caso de asesinato, se verá incapaz de seguir adelante con esta relación. Hawkes afronta una dura temporada cuando sufre las consecuencias de una decisión profesional tomada en el pasado: envió a la cárcel al hermano de un psicópata por asesinato. Este psicópata volverá para incriminar a Hawkes pero finalmente descubrirá que su hermano era el culpable. Don Flack también tendrá problemas al descubrir que uno de sus hombres es un policía corrupto. Stella continúa recuperándose de su dramática experiencia ocurrida al final de la temporada 2 con su exnovio Frankie Mala, y que casi acaba con su vida.

## Cuarta temporada
Gary Sinise, ganador de un Emmy y Globo de Oro por Forrest Gump y Truman, continúa en el papel de Mac Taylor, el «cerebro» del equipo forense que se desvela por los habitantes de Manhattan. Mac es un policía absolutamente dedicado a su trabajo, que se concentra en cada caso hasta que consigue resolverlo. Le acompaña la detective Stella Bonasera (Melina Kanakaredes), una profesional bien preparada y una auténtica «todoterreno» de su labor. Ambos comparten la pasión por el trabajo bien hecho y lideran el grupo de expertos policías de la ciudad que nunca duerme. El equipo sigue formado por Danny Messer (Carmine Giovinazzo), un investigador de Brooklyn con un fuerte atractivo y una tormentosa historia familiar. El Dr. Sheldon Hawkes (Hill Harper), un exforense que abandona el laboratorio para incorporarse al trabajo de calle, el veterano detective Don Flack (Eddie Cahill), un investigador con gran agudeza y perspectiva médica forense y la detective Lindsay Monroe (Anna Belknap). La cuarta temporada arranca con un caso que mantendrá en completo suspense al espectador. Mac tendrá que arreglárselas con un acosador obsesionado por el número 333. Camisetas sangrientas, llamadas en mitad de la noche, un puzle del horizonte de Nueva York con manchas de sangre… ¿Qué quiere decir todo esto y cómo se relaciona con Mac? ¿Averiguará el significado de estos sospechosos mensajes antes de que sea demasiado tarde? Mientras, Stella conocerá a un joven que se desvivirá por conseguir su atención. Con los fracasos sufridos en relaciones pasadas, desconfía de intentar una nueva relación pero él insistirá sin perder interés. ¿Conseguirá este joven encantador ganar su corazón? El resto del equipo continúa haciendo de Manhattan un lugar más seguro, encerrando a los delincuentes uno tras otro. Además en el episodio 3.22 «Cold Reveal», que salió al aire el 9 de mayo de 2007 propone un cruce entre CSI: NY y Cold Case. Aquí, el Det. Scotty Valens del Departamento de Policía de Filadelfia, viaja a Nueva York para investigar una caso sin resolver, donde tiene participación Stella. Este episodio marca la primera vez en que los personajes de un espectáculo fuera de la franquicia CSI cruzan con algún capítulo de CSI.

## Sexta temporada
NY se cruza con CSI (por primera vez) y CSI: Miami (por tercera vez), creando una historia de tres partes. El Dr. Ray Langston de CSI comienza en Miami, viaja a Nueva York y, finalmente, viaja de vuelta a casa a Las Vegas.

## Novena temporada
NY, se cruza con CSI nuevamente, en un caso que comienza en Las Vegas y termina en NY, en donde se cuenta con la participación de D.B. Russell (Ted Danson).

## Género
CSI: Nueva York, al igual que CSI: Miami y CSI: Las Vegas, podría clasificarse en diferentes géneros.
- Policial por el trabajo policíaco que en la serie se realiza (interrogaciones a testigos y/o sospechosos, etc.).
- Acción por persecuciones y otras escenas de movimientos bruscos que en la serie se realiza.
- Crimen por lo principal de la serie. Podría decirse que es lo más importante, junto con Policial, porque de eso se trata realmente la serie.
- Drama por lo que sucede en la serie. Familias, amigos, etc. sufren por muertes dramáticamente.
- Misterio por los crímenes, que hasta el final de cada capítulo son un verdadero misterio.
- Comedia por algunos sucesos cómicos.